# 王涵奕
王涵奕（英文名：Jason Ong，1974年8月4日—），出生於马来西亚玻璃市州。为槟城戏剧界的活跃份子。曾凭制作编导的舞台剧《Paradise》荣获“马来西亚第4届戏炬奖”年度最佳戏剧、最佳导演、最佳原创剧本、最佳舞台设计等6大奖。制作的舞台剧作品有《兄弟》、《十ten》、《遇见你》、《阿福》及儿童音乐舞台剧《朵朵小妖怪》。
同时，他也在2012年获得槟州元首阁下封赐PJM勋衔。
1
制作导演 - 王涵奕
槟城戏剧界的活跃份子。于 89 年加入锺灵中学戏剧组。他曾参与多届槟威中学生戏剧比赛，创办了“造心厂”剧团，执导了【女生宿舍】并监制舞台剧【净土】。同时，他也参与“剃刀实验剧场”的演出计划。执导作品有：【重变】、【A 向 M 致敬】及【爱我久久(剧场版)】。
2000年成立Noise Performance House后，制作编导【鬼
藏】及【非常爱情!】。2003 年加入杨忠礼艺术节，负责制作编导由 Noise 及 AMU 联合呈献的音乐舞台剧 【曙光】。同一年参与由Penang Arts Council制作之歌剧【图兰朵 Turadot】的幕后工作。2004 年再次受邀于杨忠礼艺术节中制作编导舞台剧【Paradise】， 并凭该剧荣获“第 4 届戏炬奖”年度最佳戏剧、最佳导演、最佳原创剧本、最佳舞台设计等 6 项大奖。同年再次参与 Penang Arts Council 所制作的歌剧【卡门 Carmen】担任助导一职。
2007 年凭【兄弟】一剧荣获“马来西亚第 6 届戏炬奖”年度最佳戏剧、最佳导演、最佳灯光及最佳舞台设计等4奖项。制作的舞台作品有【十】、【遇见你】、【阿福】及 【朵朵小妖怪】。曾受邀于金宝拉曼大学及玻璃市马大佛学班担任舞台剧指导老师。他也 在 2015 年的槟城乔治市艺术节中与苏忠兴导演联合监制导演槟城福建舞台剧【海墘新 路】。
此之，他也曾担任“北马中学生戏剧比赛”、“全国中学生戏剧 DIY 观摩比赛”、“马来西亚第 10 届戏炬奖”及“全汶莱华校戏剧比赛”的评审工作。于 2012 年荣膺槟州元首封赐 PJM。目前担任槟城王氏太原堂青年团顾问，马来西亚王氏宗亲总会青年团顾问及 Noise Performance House 顾问。今年也在 INPenang International Awards 2019 年荣获获得了新兴企业家大奖